# 埃尔温·塔勒尔
埃尔温·塔勒尔（德語：Erwin Thaler，1930年5月21日—2001年11月29日），奥地利男子雪车运动员。他曾代表奥地利参加1964年和1968年冬季奥林匹克运动会雪车比赛，获得二枚银牌，均来自男子四人项目。